# Màlie Ostrova
Màlie Ostrova (en rus: Малые Острова) és un poble de l'óblast de Vladímir, a Rússia, segons el cens del 2010 tenia vuit habitants. Pertany al districte municipal de Sóbinka.